# Nacionalni centar za biotehnološke informacije
Nacionalni centar za biotehnološke informacije (eng. National Center for Biotechnology Information, NCBI) je istraživački institut iz SAD koji je dio Nacionalne knjižnice medicine SAD (NLM), koja je ogranak Nacionalnih instituta zdravstva. Nalazi se u Bethesdi u američkoj saveznoj državi Marylandu. Osnovan je 1988. godine. Pokrovitelj zakonskih mjera kojima je uspostavljen ovaj institut bio je senator Claude Pepper. 
NCBI udomljava niz baza podataka relevantnih za biotehnologiju i biomedicinu. Velike baze koje obuhvaća su GenBank koja je baza podataka sekvencija DNK i PubMed, bibliografska tražilica koja primarno pristupa Medlineu, bazi podataka referencija i sažetaka bioznanostvenih i biomedicinskih tema. Među ostalim bazama podataka su NCBI Epigenomics, baza epigenetskih podataka. Sve su baze dostupne internetskim putem putem sustava traženja informacija Entrez.
NCBI vodi visoko cijenjeni bionformatičar David Lipman, jedan od izvornih autora algoritma BLAST. Lipman također vodi unutarnji istraživački program u kojem su radne skupine koje vode Stephen Altschul (još jedan od izvornih autora Blasta), David Landsman, Eugene Koonin (plodni autor iz područja komparativne genomike), John Wilbur, Teresa Przytycka i Zhiyong Lu.
NCBI je indeksiran u Registru repozitorija istraživačkih podataka re3data.org.